# José Maria da Silva Paranhos Júnior, Baron de Rio Branco

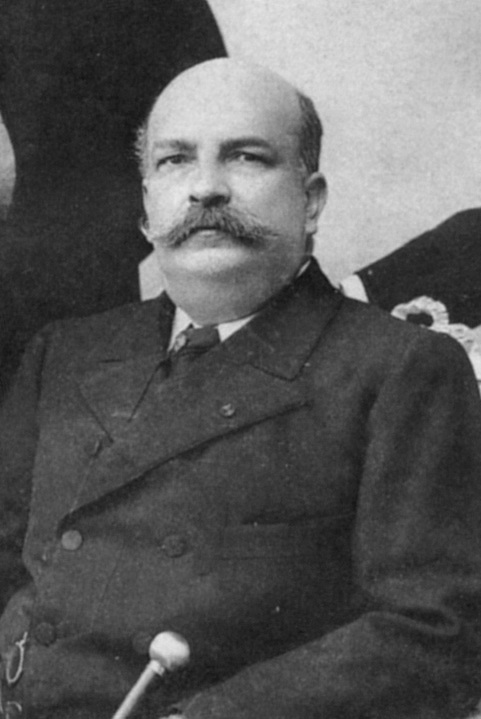
José Maria da Silva Paranhos Júnior (um 1898)

José Maria da Silva Paranhos junior, bekannt unter dem Namen Barão (Baron) de Rio Branco (* 20. April 1845 in Rio de Janeiro, Brasilien; † 10. Februar 1912 ebendort), war ein brasilianischer Adliger, Diplomat, Lehrer, Journalist und Zeitungsgründer sowie Herausgeber, Politiker, kaiserlicher Berater.
Er war Außenminister von Brasilien von 1902 bis 1912 unter vier Präsidenten.
Er gilt als eine der bedeutendsten Gestalten der brasilianischen Geschichte, als Diplomat erweiterte er Brasiliens Territorium um mehr als 900.000 km², ohne Krieg und ohne dass auch nur ein Schuss gefallen war. Er hat damit die Grenzen des heutigen und modernen Brasilien gelegt.
Aufgrund seines Todes wurde 1912 in Portugal die Gedenkminute eingeführt, die sich dadurch weltweit verbreitete.

## Leben und Wirken
José Maria da Silva Paranhos junior wurde am 20. April 1845 als Sohn des Diplomaten José Maria da Silva Paranhos senhor geboren, Viscomte de Rio Branco. Als Schüler besuchte er das Colegio Pedro II., nach seinem Abitur zog er nach São Paulo, wo er an der juristischen Fakultät Rechtswissenschaften seit 1862 studierte und zog nach Recife, wo er bis 1866 dieses Fach studierte und seinen Abschluss machte. Dann startete er eine große Europareise, die ihn unter anderem nach Portugal führte, wo er staunend das Nationalarchiv Torre do Tombo besuchte.
Dann unterrichtete er zunächst kurzzeitig als Lehrer an seiner ehemaligen Schule, dem Gymnasium Colegio Pedro II. Geschichte und Geographie, um dann 1868 zum Staatsanwalt in der Stadt Nova Friburgo (Neu Freiburg) ernannt zu werden.
1869 wurde er Abgeordneter für den Bundesstaat Mato Grosso do Sul und blieb es bis 1875 im kaiserlichen Parlament in Petrópolis, der damaligen Hauptstadt von Brasilien. Er setzte sich da schon für den Frieden im Krieg mit Paraguay ein, war ein absoluter Gegner der Sklaverei und befürwortete die Abtreibung von Frauen.
Als Journalist wurde er ab 1869 tätig und gründete die Zeitung A Nação (Die Nation) und schrieb später zusätzlich als Journalist für die Zeitung Jornal do Brasil.
1876 wurde er Konsul des Kaiserreiches Brasilien in Liverpool, das damals einer der wichtigsten Umschlagplätze für brasilianische Waren in Europa war. 1884 wurde er zum Berater und geheimen Rat seiner kaiserlichen Majestät des Kaisers von Brasilien ernannt. 1898 wurde er in die Academia Brasileira de Letras (der brasilianischen Akademie für Literatur) wegen seiner journalistischen Verdienste gewählt und erhielt Stuhl Nr. 34.
Am 20. August 1888 wurde ihm der Adelstitel eines Barão de Rio Branco durch die Kaisergattin Dona Isabella von Brasilien verliehen. Diesen Titel trug er auch während seiner Zeit der Republik.
Von 1901 bis 1902 weilte er als brasilianischer Diplomat und Interimsbotschafter in Berlin und war damit der offizielle Vertreter Brasiliens im Deutschen Reich.
Außerdem war von 1902 bis 1912 Außenminister von Brasilien und das unter vier Präsidenten: Francisco de Paula Rodrigues Alves, Afonso Augusto Moreira Pena, Nilo Peçanha und Hermes da Fonseca.
Der Barão de Rio Branco starb am 10. Februar 1912 im Alter von 66 Jahren in seiner Geburtsstadt Rio de Janeiro an den Folgen eines schweren Nierenleidens.

## Der Diplomat

### Jugendlicher Diplomat
Bereits im Alter von 19 Jahren wurde er durch seinen Vater, der selbst Diplomat der Krone war, zu diplomatischen Missionen mitgenommen und konnte sich daran schulen. Denn eine Ausbildung zum Diplomaten, wie es sie heute gibt, gab es damals zumindest in Brasilien nicht.
In dieser Zeit tobte der Paraguayische Krieg, wie so viele Kriege ein Krieg um Territorien und Macht, der unnötige Opfer forderte und alle beteiligten Länder schwächte. Eine Allianz aus Brasilien, Argentinien und Uruguay musste sich zusammenfinden, um das damals starke Paraguay in die Knie zu zwingen.
Als Sondermissionssekretär war er bei den Friedensverhandlungen der Allianz (Uruguay, Brasilien und Argentinien) und Paraguay mit dabei und zeigte dabei erstmals seine Fähigkeiten als Diplomat.

### Questão de Palmas
Als Questão (Frage) de Palmas galt der erste Konflikt, an dem der Baron selbstständig als Diplomat vermitteln und teilnehmen musste. Präsident Floriano Peixoto hatte ihn 1893 um Rat und Hilfe gebeten. Es ging gegen das Nachbarland Argentinien. Das stellte Ansprüche auf die Bundesstaaten Santa Catarina und Paraná. Durch Vermittlung des damaligen US-amerikanischen Präsidenten Grover Cleveland konnte der Konflikt 1895 zu Gunsten Brasiliens entschieden werden. Brasilien konnte durch Karten und Dokumente beweisen, ein Anrecht auf das Territorium zu haben.

### Frage von Amapa
Dann gerieten Frankreich und Brasilien in Konflikt. Diesmal ging es um den Norden, wo Brasilien an Französisch-Guyana grenzt. Es ging um das Gebiet des heutigen Bundesstaates Amapa, um das sich Frankreich und Brasilien stritten. Hier musste wieder ein internationales Schiedsgericht angerufen werden und so wurde die Schweiz bzw. deren Bundespräsident als Schiedsrichter auserkoren. Während noch 1899 der Schweizer Bundespräsident Eduard Müller in den letzten Zügen seiner Amtszeit damit konfrontiert war, musste der neue Bundespräsident, 1900, Ernst Brenner die Sachlage entscheiden und die fiel für Brasilien aus. Das Land hatte somit rund 260.000 km² Territorium dazugewonnen.

### Territorium von Acre
Zum dritten Mal musste der Staat auf die diplomatischen Künste des Barons zurückgreifen und zwar 1903, als es einen Konflikt mit Bolivien gab. Dieses hatte das Gebiet von Acre an die USA verkauft, damit die gewinnbringend dort den Kautschuk ausschöpfen konnte. Doch in dem Gebiet lebten viele Brasilianer und Portugiesen, für die die Situation so unerträglich wurde, dass Brasilien einmarschierte und das Gebiet besetzte, ohne aber dass es zu einem Schusswechsel kam.
Der Baron konnte hier vermitteln, dass das Gebiet komplett an Brasilien abgetreten wurde, das dafür zwei Millionen Pfund Sterling zahlte und sich verpflichtete, eine Eisenbahnlinie zwischen der Stadt Madeira und Mamore in Bolivien zu bauen, damit es einen wirtschaftlichen und kulturellen Austausch zwischen beiden Nationen geben konnte. Außerdem trat Brasilien dafür einige Teile des Bundesstaates Mato Grosso do Sul an Bolivien ab. Geregelt wurde das alles durch den Vertrag von Petropolis.
Als Diplomat schloss er Verträge mit Venezuela, Kolumbien, Ecuador, Bolivien, Peru, Uruguay, Argentinien und Niederländisch-Guayana und schuf so die Grenzen des heutigen, modernen Brasilien. Als Diplomat hatte er während seiner Karriere somit mehr als 900.000 km² für Brasilien ohne Krieg und ohne Blutvergießen, ohne dass auch nur ein Schuss fiel, bekommen können.

## Außenministeramt
Von 1902 bis 1912 war er Außenminister und leitete sein Amt nach dem Grundsatz, Frieden schaffen, sich nicht in Konflikte einmischen, die Neutralität Brasiliens beibehalten, das Land an die USA und nicht mehr an Europa binden und bei Aufständen und Konflikten in Nachbarländern die gewählten Regierungen, nicht die Rebellen zu unterstützen.

## Persönliches
Der Baron war mit einer Belgierin, der Schauspielerin Marie Stevens, seit 1889 verheiratet und hatte mit ihr fünf Kinder.
Er war körperlich groß, dick und galt als Bonvivant und Lebemann. Zeitlebens litt er unter Nierenproblemen, an deren Folgen er auch verstarb.
Fünfundzwanzig Jahre seines Lebens hatte er in Paris gelebt. Zeitlebens sah er sich als Monarchist und behielt auch nach Ausrufung der Republik den Titel eines Barons bei. Gleichzeitig diente er loyal der neuen Republik als Diplomat und später Außenminister.
Es prägte ihn eine große Freundschaft mit dem brasilianischen Kaiser Pedro II.

## Trivia
Als der Baron eine Woche vor dem Karnevalsumzug in Rio de Janeiro verstarb, musste dieser um eine Woche nach hinten verschoben werden, um die Trauerfeierlichkeiten bewältigen zu können. Dabei kam es zu Tumulten, da viele Bürger diese Regierungsanordnung nicht mitbekommen hatten.
Offenbar hatte der Baron prophetische Fähigkeiten, so sagte er voraus, Brasilien werde das erste Land Lateinamerikas sein, das eine Botschaft in den USA eröffnen würde und so kam es auch. Auch die Rolle Brasiliens und Lateinamerikas schätzte er richtig ein. So prophezeite er, dass sie sich von Europa abwenden und im 20. Jahrhundert die Nähe zu den USA suchen werden. Auch diese Prophezeiung trat ein.
Er gilt auch als Auslöser für die Gedenk- bzw. Schweigeminute, die 1912 erstmals in Portugal praktiziert wurde und sich von dort weltweit verbreitete bis heute. Portugals Parlament gedachte 1912 anlässlich des Todes vom Baron diesem mit einer Minute Stille und die Abgeordneten erhoben sich und klatschten nach der Minute. Der Baron hatte als Außenminister 1910 die junge portugiesische Republik als einer der ersten anerkannt. Das war der Dank des portugiesischen Staates.

## Nachwirkung
Die Hauptstadt des Bundesstaates Acre wurde ihm zu Ehren in Rio Branco umbenannt.
In den 1980er Jahren trugen der 1000-Cruzeiro-Schein und die 50-Cent-Münze das Konterfei des Barons.
Der Rio-Branco-Orden, der seit 1963 existiert und der höchste Orden des brasilianischen Staates ist, ist nach ihm benannt.
In Rio de Janeiro ist eine Avenida nach ihm benannt, in Campinas ein Gymnasium.
Das Rio-Branco-Institut, die Diplomaten-Hochschule in Brasilien, ist ebenfalls nach ihm benannt.
Auch gibt es einen Militärmarsch, der zu Ehren des hohen Diplomaten geschrieben wurde (Marcha Barão de Rio Branco).